# 全英への道 ミズノオープン
全英への道 ミズノオープン（ぜんえいへのみち‐）は、毎年5月下旬に開催されている日本ゴルフツアー機構（JGTO）公認の男子プロゴルフトーナメントであると同時に、全英オープン日本代表選手選考会の最終戦として開催されている大会でもある。なお、2006年までは「ミズノオープンゴルフトーナメント」として開催されていた。2024年現在、賞金総額1億円、優勝賞金2000万円。

## 概要
美津濃スポーツ主催による大会の歴史は1971年、「美津濃ゴルフトーナメント」から始まる。この時は男女同一会場・同時開催というユニークな体裁で開催された。1990年の第20回大会までこの形態が続き、1991年から男女分離開催となった（女子はその後「ミズノオープンレディーストーナメント」に移行）。
1998年から全英オープン日本代表選手選考会の最終戦となるに当たり「全英への道」を大会タイトルに付し、JFEスチール（旧・日本鋼管）の工場跡地の敷地を再開発した、日本屈指のリンクスコースである「JFE瀬戸内海ゴルフ倶楽部」（岡山県笠岡市）という全英最終選考会にふさわしいコースを舞台に、熱戦を繰り広げていた。
2007年からそれまでの「よみうりオープンゴルフトーナメント」と統合し、全英への道 ミズノオープンよみうりクラシックとして名称変更され、会場も兵庫県西宮市のよみうりカントリークラブで開催されることになった。またテレビ放送もTBS系列（地方開催の場合も地元局は技術協力扱いでTBSが製作）から読売テレビ製作・日本テレビ系列に変更された。
2011年から2021年までは再びJFE瀬戸内海ゴルフ倶楽部での開催に戻り、主催者から読売グループ企業（読売テレビ・読売新聞大阪本社・報知新聞社・読売ゴルフ）が外れた事から、大会名から「よみうりクラシック」の冠が外れることになったが、読売ゴルフを除く読売グループ企業が、特別協力という形で引き続き大会に関与する為、テレビ放送は読売テレビ・日本テレビ系列で継続される。なお2011年は有資格者を除く上位4名に与えられる全英オープンへの出場権獲得者が全員日本国外選手という事態となった。
2018年から2020年までは茨城県鉾田市のザ・ロイヤル ゴルフクラブで開催。2021年からは再びJFE瀬戸内海GCに戻されている。しかし2020年は全英オープンの1年延期により本大会も中止が決定した。2021年は第50回として扱われた。
ザ・ロイヤルGCは全長8007ヤードの距離設定（さらに2019年は8016ヤードに延長）が大きな特徴で、日本国内男子プロゴルフトーナメントで最長だった1973年の日本プロ東西対抗（兵庫県・東条の森CC東条）の7777ヤードを始め、サン・クロレラクラシック（北海道・小樽CC）の7535ヤード（2007年 - 2009年）や2012年の全米プロゴルフ選手権の7676ヤードを超え、世界最長のプロゴルフトーナメントとなる。
2022年大会からは、読売グループ企業が特別協力から外れたため。読売テレビ制作・日本テレビ系列のテレビ中継から、ABEMAでのインターネット中継に変更された。

## 歴代優勝者
| 開催回                                      | 開催年                     | 優勝者名（男子）                 | 優勝者名（女子）             | 開催地                     | 開催コース                     |
| 美津濃トーナメント・ゴルフ                  | 美津濃トーナメント・ゴルフ | 美津濃トーナメント・ゴルフ       | 美津濃トーナメント・ゴルフ   | 美津濃トーナメント・ゴルフ | 美津濃トーナメント・ゴルフ     |
| ------------------------------------------- | -------------------------- | -------------------------------- | ---------------------------- | -------------------------- | ------------------------------ |
| 第1回                                       | 1971年                     | 山口誠                           | 山崎小夜子                   | 千葉県                     | 姉ヶ崎カントリー倶楽部         |
| 第2回                                       | 1972年                     | 吉川一雄                         | 樋口久子                     | 千葉県                     | 姉ヶ崎カントリー倶楽部         |
| 第3回                                       | 1973年                     | 榎本七郎                         | 樋口久子                     | 千葉県                     | 姉ヶ崎カントリー倶楽部         |
| 第4回                                       | 1974年                     | 内田繁                           | 樋口久子                     | 千葉県                     | 姉ヶ崎カントリー倶楽部         |
| 第5回                                       | 1975年                     | 内田繁                           | 岡本綾子                     | 千葉県                     | 姉ヶ崎カントリー倶楽部         |
| 第6回                                       | 1976年                     | 草壁政治                         | 小林法子                     | 石川県                     | 朱鷺の台カントリークラブ       |
| 第7回                                       | 1977年                     | 草壁政治                         | 大迫たつ子                   | 石川県                     | 朱鷺の台カントリークラブ       |
| 第8回                                       | 1978年                     | 金本章生                         | 森口祐子                     | 石川県                     | 朱鷺の台カントリークラブ       |
| 第9回                                       | 1979年                     | 橘田光弘                         | 小林法子                     | 石川県                     | 朱鷺の台カントリークラブ       |
| 第10回                                      | 1980年                     | 鈴木規夫                         | 森口祐子                     | 石川県                     | 朱鷺の台カントリークラブ       |
| 第11回                                      | 1981年                     | 新井規矩雄                       | 森口祐子                     | 石川県                     | 朱鷺の台カントリークラブ       |
| 第12回                                      | 1982年                     | 杉原輝雄                         | 吉川なよ子                   | 石川県                     | 朱鷺の台カントリークラブ       |
| 第13回                                      | 1983年                     | 出口栄太郎                       | 涂阿玉                       | 石川県                     | 朱鷺の台カントリークラブ眉丈台 |
| 第14回                                      | 1984年                     | 新井規矩雄                       | 小田美岐                     | 石川県                     | 朱鷺の台カントリークラブ眉丈台 |
| 美津濃オープン                              |                            |                                  |                              |                            |                                |
| 第15回                                      | 1985年                     | 高橋勝成 尾崎健夫                | 大迫たつ子 森口祐子          | 石川県                     | 朱鷺の台カントリークラブ眉丈台 |
| 第16回                                      | 1986年                     | 中島常幸                         | 高須愛子                     | 石川県                     | 朱鷺の台カントリークラブ眉丈台 |
| ミズノオープン                              |                            |                                  |                              |                            |                                |
| 第17回                                      | 1987年                     | デビッド・イシイ                 | 井上裕子                     | 石川県                     | 朱鷺の台カントリークラブ眉丈台 |
| 第18回                                      | 1988年                     | 新関善美                         | 吉川なよ子                   | 石川県                     | 朱鷺の台カントリークラブ眉丈台 |
| 第19回                                      | 1989年                     | 大町昭義                         | 小林浩美                     | 石川県                     | 朱鷺の台カントリークラブ眉丈台 |
| 第20回                                      | 1990年                     | ブライアン・ジョーンズ（英語版） | 谷福美                       | 石川県                     | 朱鷺の台カントリークラブ眉丈台 |
| 第21回                                      | 1991年                     | ロジャー・マッカイ               |                              | 石川県                     | 朱鷺の台カントリークラブ眉丈台 |
| 第22回                                      | 1992年                     | 中村通                           |                              | 石川県                     | 朱鷺の台カントリークラブ眉丈台 |
| 第23回                                      | 1993年                     | 奥田靖己                         |                              | 石川県                     | 朱鷺の台カントリークラブ眉丈台 |
| 第24回                                      | 1994年                     | ブライアン・ワッツ               |                              | 石川県                     | 朱鷺の台カントリークラブ眉丈台 |
| 第25回                                      | 1995年                     | ブライアン・ワッツ               |                              | 石川県                     | 朱鷺の台カントリークラブ眉丈台 |
| 第26回                                      | 1996年                     | 金子柱憲                         |                              | 石川県                     | 朱鷺の台カントリークラブ眉丈台 |
| 第27回                                      | 1997年                     | ブライアン・ワッツ               |                              | 石川県                     | 朱鷺の台カントリークラブ眉丈台 |
| 全英への道 ミズノオープン                   |                            |                                  |                              |                            |                                |
| 第28回                                      | 1998年                     | ブラント・ジョーブ               |                              | 岡山県                     | 瀬戸内海ゴルフ倶楽部           |
| 第29回                                      | 1999年                     | エドアルド・エレラ               |                              | 岡山県                     | 瀬戸内海ゴルフ倶楽部           |
| 第30回                                      | 2000年                     | 今野康晴                         |                              | 岡山県                     | 瀬戸内海ゴルフ倶楽部           |
| 第31回                                      | 2001年                     | 田中秀道                         |                              | 岡山県                     | 瀬戸内海ゴルフ倶楽部           |
| 第32回                                      | 2002年                     | ディーン・ウィルソン             |                              | 岡山県                     | 瀬戸内海ゴルフ倶楽部           |
| 第33回                                      | 2003年                     | トッド・ハミルトン               |                              | 岡山県                     | 瀬戸内海ゴルフ倶楽部           |
| 第34回                                      | 2004年                     | ブレンダン・ジョーンズ           |                              | 岡山県                     | 瀬戸内海ゴルフ倶楽部           |
| 第35回                                      | 2005年                     | クリス・キャンベル               | JFE瀬戸内海ゴルフ倶楽部      | 岡山県                     |                                |
| 第36回                                      | 2006年                     | S・K・ホ                         | JFE瀬戸内海ゴルフ倶楽部      | 岡山県                     |                                |
| 全英への道 ミズノオープンよみうりクラシック |                            |                                  |                              |                            |                                |
| 第37回                                      | 2007年                     | ドンファン（英語版）             |                              | 兵庫県                     | よみうりカントリークラブ       |
| 第38回                                      | 2008年                     | プラヤド・マークセン             | よみうりゴルフウエストコース | 兵庫県                     |                                |
| 第39回                                      | 2009年                     | 石川遼                           | よみうりカントリークラブ     | 兵庫県                     |                                |
| 第40回                                      | 2010年                     | 薗田峻輔                         | よみうりカントリークラブ     | 兵庫県                     |                                |
| 全英への道 ミズノオープン                   |                            |                                  |                              |                            |                                |
| 第41回                                      | 2011年                     | 黄重坤（ハン・ジュンゴン）       |                              | 岡山県                     | JFE瀬戸内海ゴルフ倶楽部        |
| 第42回                                      | 2012年                     | ブラッド・ケネディ               |                              | 岡山県                     | JFE瀬戸内海ゴルフ倶楽部        |
| 第43回                                      | 2013年                     | ブレンダン・ジョーンズ           |                              | 岡山県                     | JFE瀬戸内海ゴルフ倶楽部        |
| 第44回                                      | 2014年                     | 張棟圭（ジャン・ドンキュ）       |                              | 岡山県                     | JFE瀬戸内海ゴルフ倶楽部        |
| 第45回                                      | 2015年                     | 手嶋多一                         |                              | 岡山県                     | JFE瀬戸内海ゴルフ倶楽部        |
| 第46回                                      | 2016年                     | 金庚泰                           |                              | 岡山県                     | JFE瀬戸内海ゴルフ倶楽部        |
| 第47回                                      | 2017年                     | チャン・キム                     |                              | 岡山県                     | JFE瀬戸内海ゴルフ倶楽部        |
| 第48回                                      | 2018年                     | 秋吉翔太                         | 茨城県                       | ザ・ロイヤル ゴルフクラブ  |                                |
| 第49回                                      | 2019年                     | 池田勇太                         | 茨城県                       | ザ・ロイヤル ゴルフクラブ  |                                |
| 第50回                                      | 2021年                     | ジュビック・パグンサン           | 岡山県                       | JFE瀬戸内海ゴルフ倶楽部    |                                |
| 第51回                                      | 2022年                     | スコット・ビンセント             | 岡山県                       | JFE瀬戸内海ゴルフ倶楽部    |                                |
| 第52回                                      | 2023年                     | 平田憲聖                         | 岡山県                       | JFE瀬戸内海ゴルフ倶楽部    |                                |
| 第53回                                      | 2024年                     | 木下稜介                         | 岡山県                       | JFE瀬戸内海ゴルフ倶楽部    |                                |
| 第54回                                      | 2025年                     | 阿久津未来也                     | 岡山県                       | JFE瀬戸内海ゴルフ倶楽部    |                                |

## テレビ中継
- 概要の項でも述べた様に、テレビ中継は2007年の「〜よみうりクラシック」から2021年までは、読売テレビ制作で放送されており、2日目は読売テレビローカル（2015・2016年は開催地の西日本放送・広島テレビとの3局ネット）で深夜枠で、3日目・最終日はNNS系列フルネット28局にて生放送されている。また初日に関しても、「情報ライブ ミヤネ屋」の中でプレーの模様を速報する。
- 2020年大会については、開催中止のため「〜全英への道〜 ミズノオープン at THE ROYAL GOLF CLUB 総集編」を最終日（2020年5月31日）のみ放送。[26]
- 2021年大会の地上波放送については、3日目は読売テレビのみの関西ローカル、最終日は全国28局ネットになるが、放送時間が日本生命 B.LEAGUE FINALS第2戦（横浜アリーナ）中継に伴い13:30 - 14:55に編成するため、14:52 - 15:55分はBS日テレをカバーして放送。
- 2022年大会からはABEMAで放送。